# Koto (nhạc cụ)
Koto (tiếng Nhật: 琴 hay 箏; Hiragana: こと

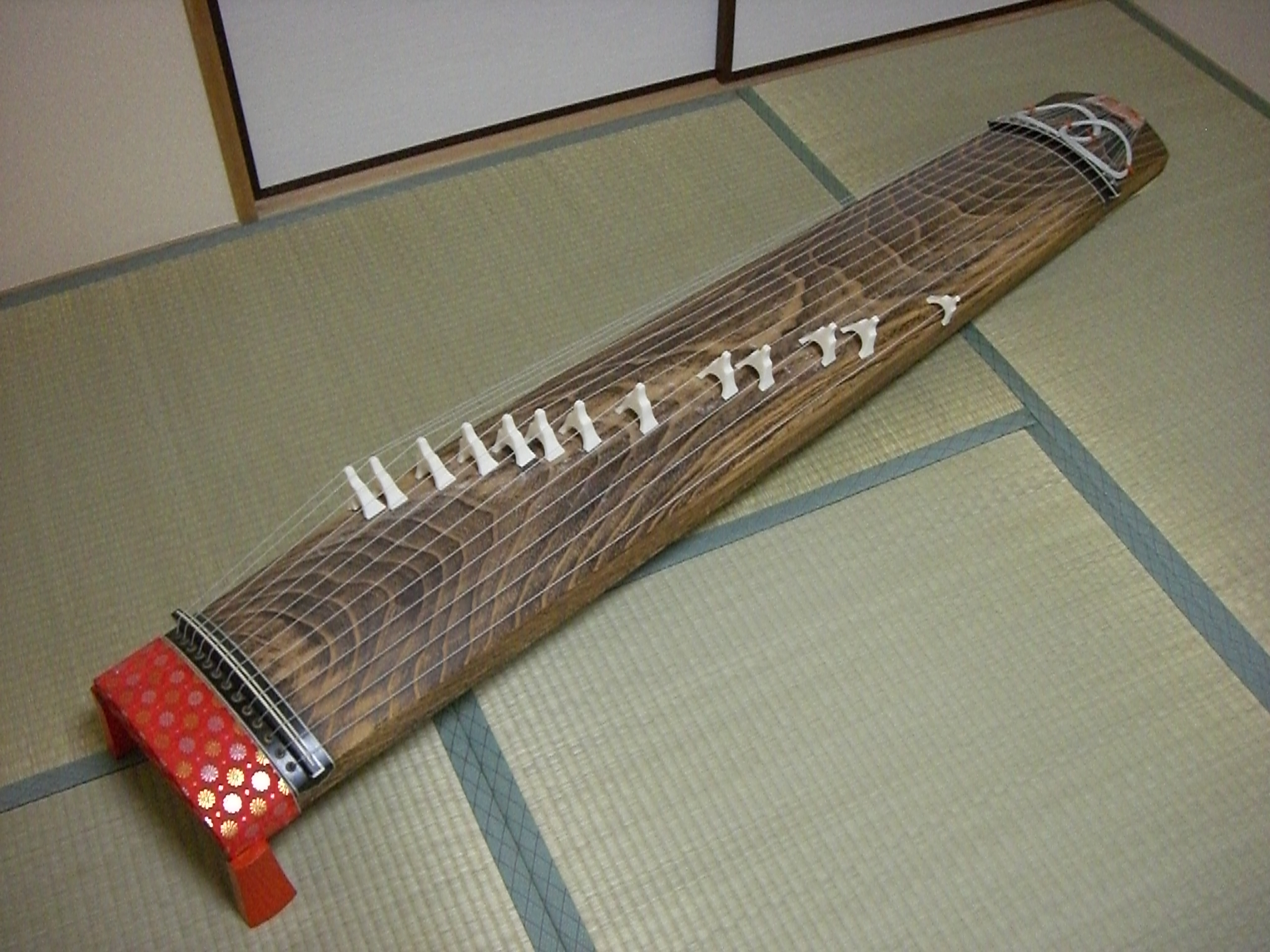
Koto

, đôi khi gọi là Sō, là một loại đàn tranh truyền thống của Nhật Bản.

## Lịch sử

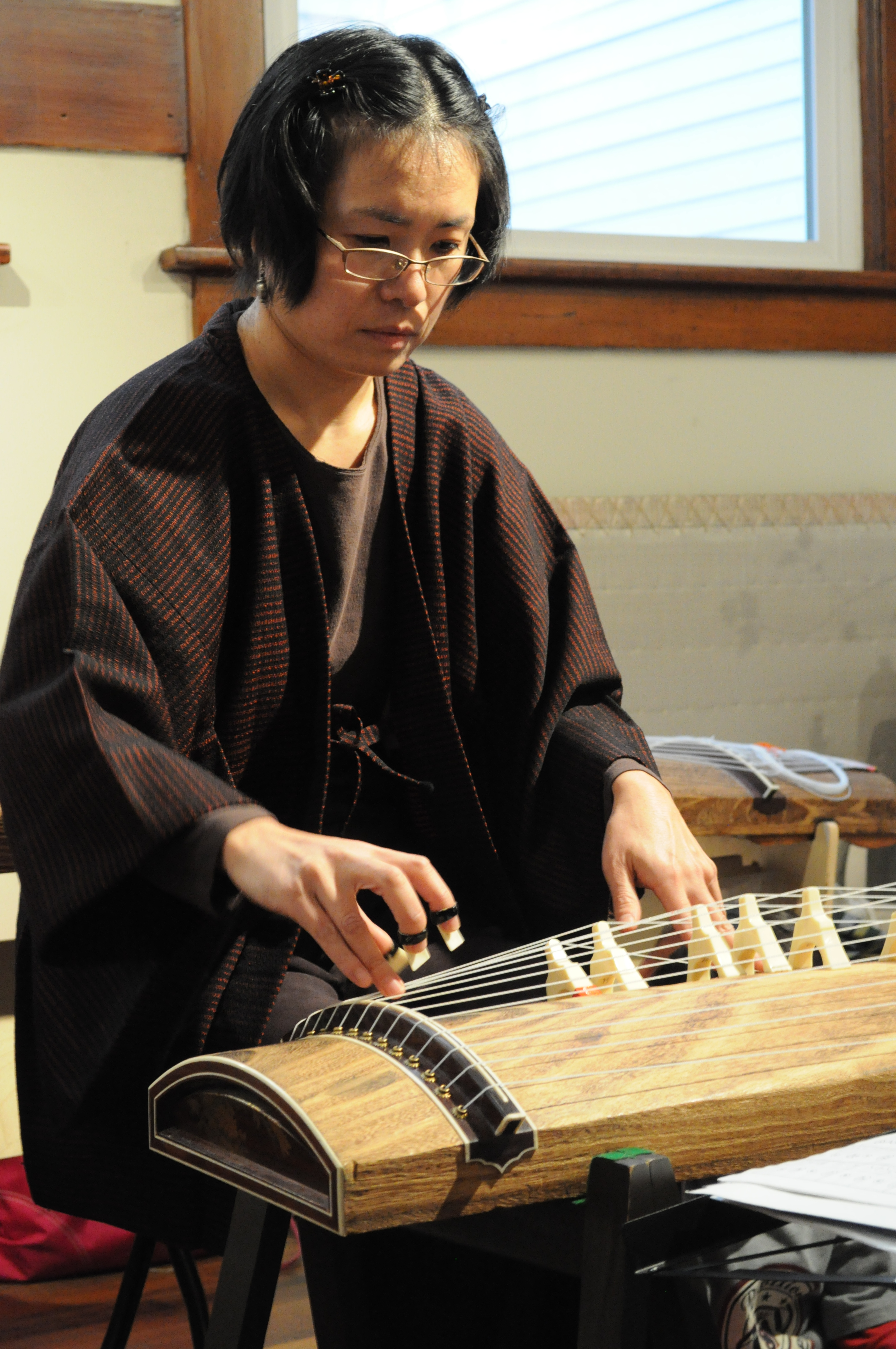
Một nghệ sĩ đang chơi đàn koto

### Thời cổ đại
Cây đàn tranh Koto nguyên lai vốn có từ thời cổ ở Nhật gọi là Wagon (和琴- Hòa cầm) hoặc Yamato-goto (Đại Hòa cầm) là loại đàn tranh gồm có 6 dây (hiếm khi là 5 dây) và được tìm thấy trong những di tích khai quật từ thời Yayoi đến thời Nara, hiện tại được sử dụng trong biểu diễn Nhã nhạc, cách chơi khác với koto là một tay cầm miếng gảy dẹt chữ nhật đầu góc thuôn tròn để chơi lướt dây, tay còn lại nhấn và giật nhẹ dây. Đến thời Heian thì nó được dùng như một nhạc khí biểu diễn phụ trợ trong một loại nhạc khúc Nhã nhạc gọi là Saibara (催馬楽) (loại ca khúc biểu diễn có kèm nhạc cụ thổi và nhạc cụ dây, kết hợp giữa điệu dân ca truyền thống ở địa phương với Nhã nhạc, thứ âm nhạc du nhập từ Trung Hoa đại lục sang). Tuy nhiên, trong thời hiện tại thì Wagon không được sử dụng trong Saibara.
Wagon (Hòa cầm) còn là nhạc khí được sử dụng trong nghi lễ lên đồng của các cô đồng ở núi Osore-yama, nơi được coi là vẫn còn truyền giữ lại nguyên hình thức âm nhạc cổ đại đến tận ngày nay. Ngoài ra, người Ainu (dân tộc thiểu số sống ở quần đảo Nhật Bản) còn có loại nhạc cụ gọi là tonkori có cấu tạo giống với Wagon (Hòa cầm) nhưng chỉ có 5 dây.

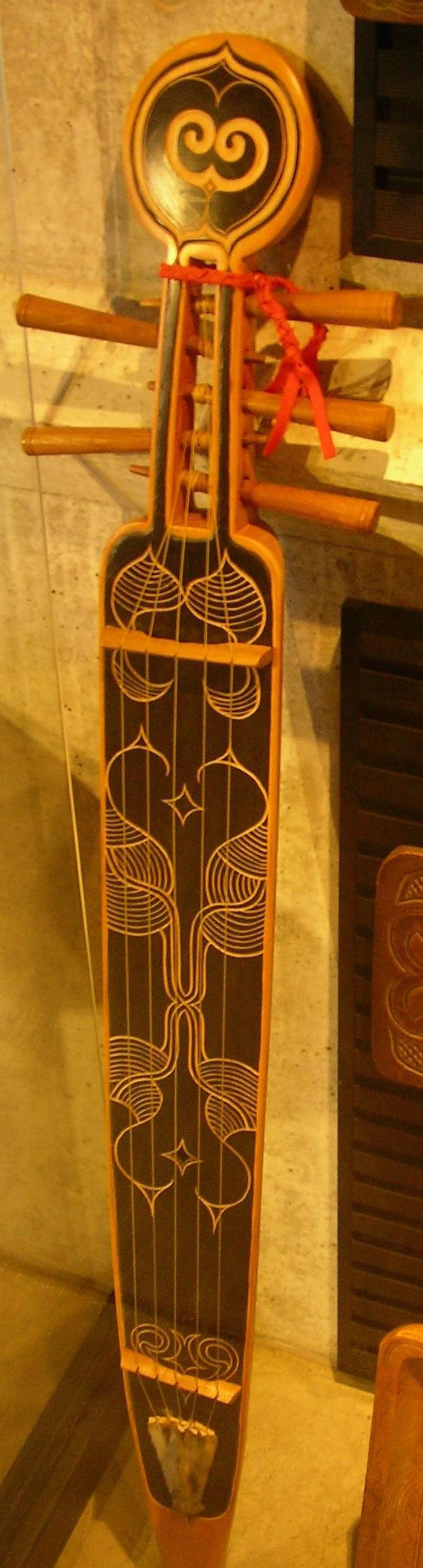
Đàn tonkori của dân tộc Ainu

Cây đàn "tranh" (sō) được truyền từ Trung Hoa đại lục sang Nhật Bản kể từ thời Nara có khởi nguyên từ nhân vật Mông Điềm thời nhà Tần (thế kỷ thứ 3 trước Công nguyên), nhưng đây chỉ là truyền thuyết và không có cơ sở về mặt lịch sử.

### Thời Nara, Heian
Loại đàn Koto được biết đến rộng rãi hiện nay ở Nhật là cây đàn "tranh" được lưu truyền từ Đường quốc sang Nhật Bản vào thời Nara, gồm có 13 dây và được sử dụng trong Nhã nhạc thời Nara và sau đó là thời Heian. Cây đàn Koto (tranh) được cho là tượng trưng cho rồng, và các bộ phận của cây đàn có chỗ được gọi là "long đầu" (đầu rồng) và "long vĩ" (đuôi rồng). Đàn Koto dùng trong Nhã nhạc còn được gọi là "Gakusō" hoặc "Gaku-goto" (楽箏 - Nhạc tranh). Về sau, Gakusō được đưa vào Vương quốc Lưu Cầu, trở thành đàn tranh tsukushi koto (筑紫箏 - trúc tử tranh).
Trong kho bảo vật Shōsō-in vẫn còn bảo quản một phần mảnh vỡ của đàn Kugo (箜篌 / くご; Hán Việt: không hầu), và ngày nay nghệ sĩ Sugawara Tomoko đang khôi phục lại cây đàn Kugo này (Kugo Nhật có cấu tạo khác xa so với không hầu Trung Hoa hay Triều Tiên), Sugawara cũng đem cây đàn Kugo của mình diễn tấu cùng những nhạc cụ phương Tây. Ngoài ra còn có một loại nhạc cụ dây giống với Koto nhưng kích thước to lớn, gọi là Shitsu (hoặc Hitsu) (瑟- sắt). Trong khi Shōsō-in vẫn còn lưu giữ cây đàn Shitsu (sắt) Nhật Bản với 24 dây, còn đàn sắt Trung Hoa cổ đại gồm có 25 dây. Theo truyền thuyết thì thần linh đã chẻ đôi cây đàn Shitsu (sắt) này thành ra cây đàn Koto (tranh) 13 dây và đàn Koto (tranh) 12 dây. Hiện tại, đàn Shitsu (sắt) đã "tuyệt chủng" trong nền âm nhạc truyền thống Nhật Bản, nhưng cũng có nỗ lực khôi phục lại.
Thời trung cổ
Khoảng thời gian từ cuối thời Heian cho đến thời Muromachi thì không có ghi chép mang tính lịch sử nào rõ ràng về cây đàn Koto. Thời Azuchi-Momoyama thì có vị tăng lỡ Tịnh Độ tông là Kenjun (1574~1636) ở Kita Kyūshū đã thống hợp các nhạc khúc độc tấu của đàn Koto truyền từ Trung Hoa và cây đàn bản địa với các nhạc khúc Koto cho Nhã nhạc thành ra "Tsukushi-goto".

### Thời Edo
Trong thời kỳ này, các khúc nhạc cho đàn Koto (Sōkyoku -tranh khúc) do các nhạc sư mù viết ra được gọi chung là "Zokusō" hay "Zoku-goto" (俗箏 -tục tranh). Zokusō dựa trên nền tảng là Tsukushi-goto do nhà sư Kenjun khởi xướng trong thời kỳ trước và đã thành công trong việc thiết lập nền tảng cho đàn Koto và các khúc nhạc Sōkyoku.
Đầu thời Edo có nhạc sư mù Yatsuhashi Kengyō (1614~1685) là người có công lớn trong việc đổi âm giai chỉnh âm cây đàn Koto từ trước đó sang âm giai Miyako-bushi phổ biến ở các nơi phồn hoa đô hội và nhân rộng trong đại chúng. Ngoài ra ông còn sáng tác nhiều khúc nhạc cho đàn Koto và đặt nền móng cơ bản cho các khúc nhạc Koto (Sōkyoku) hiện tại. Có thuyết cho rằng các khúc biến tấu "Dan-mono" (tên gọi chung của các khúc nhạc Godan, Rokudan, Hachidan...) được khai sinh là do Yatsuhashi Kengyō tiếp xúc với âm nhạc Tây phương, nhất là cây đàn Cembalo bằng hình thức nào đó.
Một trong những khúc nhạc độc tấu cho đàn Koto tiêu biểu là Rokudan no shirabe (六段の調べ - khúc nhạc lục đoạn) còn được lưu truyền đến ngày nay là sáng tác của Yatsuhashi Kengyō. Kengyō là chức danh cao nhất của người mù trong thời phong kiến ở Nhật. Năm 1685 khi Yatsuhashi Kengyō qua đời cũng là năm sinh của nhiều đại gia trong nền âm nhạc Tây phương như Bach, Händel và Domenico Scarlatti. Tên của Yatsuhashi Kengyō còn được đặt cho một loại bánh ngọt Wagashi ở Kyōto là bánh "Yatsuhashi" phỏng theo hình dạng cây đàn Koto.
Sau Yatsuhashi Kengyō, giữa thời Edo còn có hai nhà sáng tác Sōkyoku (箏曲 - tranh khúc) quan trọng khác là Yamada Kengyō và Ikuta Kengyō. Đây là hai nhân vật lớn, lập nên hai trường phái Koto là Ikuta-ryū và Yamada-ryū lưu truyền đến ngày nay. Ikuta Kengyō hoạt động ở kinh đô Kyōto trong những năm Genroku, có nhiều cải tiến trong phương pháp biểu diễn, chỉnh âm, cải tiến tay gảy đàn và có nhiều đóng góp trong việc phát triển các khúc nhạc Koto.
Thực tế đương thời ở vùng Kamigata (vùng quanh Kyōto, Ōsaka) có nhiều lưu phái mới phát sinh và đều có những cải tiến độc đáo về tay gảy đàn và sáng tác nhạc khúc. Thời nay, người ta gọi chung hết những lưu phái đó là Ikuta-ryū.
Ikuta Kengyō được cho là có công lớn trong việc đưa cây đàn Koto vào biểu diễn chung với Ji-uta, một hình thức biểu diễn đàn Shamisen nhưng thực tế đàn tranh Koto cũng được diễn hợp tấu với Shamisen ở các lưu phái khác. Và như vậy Sōkyoku (tranh khúc) trở nên thịnh hành ở vùng Kamigata (phía Tây nước Nhật) một thời gian, đến nửa cuối thế kỷ 18 có nhạc sư mù Yamada Kengyō hoạt động ở Edo (phía Đông nước Nhật) cải tiến nhạc cụ và sáng tác nhạc khúc cho thể loại hát rối Jōruri (浄瑠璃 Tịnh lưu ly) và ông trở thành khai tổ của lưu phái Yamada-ryū. Lưu phái Yamada-ryū này lan rộng khắp miền Đông Nhật Bản, trung tâm là Edo. Và như vậy, cho đến cuối thời Mạc phủ Tokugawa thì miền Tây nước Nhật có phái Ikuta-ryū, còn miền Đông có Yamada-ryū hoạt động mạnh mẽ. Ngoài ra còn có một phần lưu phái Yatsuhashi-ryū được truyền thừa trực tiếp từ Yatsuhashi Kengyō lưu hành.
Các nhà sáng tác Sōkyoku (tranh khúc) quan trọng trong thời kỳ này gồm có Kitajima Kengyō đầu thời Edo, đệ tử của Yatsuhashi Kengyō và là sư phụ của Ikuta Kengyō, giữa kỳ có Mitsuhashi Kengyō và Yasumura Kengyō nổi tiếng với các sáng tác cho Kumi-uta, thể loại phối hợp các nhạc khúc có sẵn thành một bài duy nhất, và đến cuối kỳ Edo thì có Yaezaki Kengyō, Mitsuzaki Kengyō và Yoshizawa Kengyō.
Trong thời Edo, cây đàn Koto bị chế độ Tōdōza, tổ chức của những người mù độc chiếm. Koto chỉ được truyền dạy trong các nhạc sư mù và họ không chấp nhận cho người sáng mắt bình thường trở thành người biểu diễn chuyên nghiệp.
Vì vậy nên ngoài Ji-uta ra thì trái ngược với các thể loại âm nhạc khác diễn tấu với cây đàn Shamisen như kịch Kabuki hay kịch rối Jōruri (Tịnh lưu ly), tức các hình thức biểu diễn mang yếu tố thị giác, thì Sōkyoku (tranh khúc) biểu diễn với cây đàn Koto không có bất kỳ mối quan hệ nào với các sân khấu, kịch trường và chỉ phát triển như một thứ âm nhạc thuần túy. Trung tâm của Sōkyoku (tranh khúc) là Kumi-uta, trong đó đàn tranh Koto phụ họa với các nhạc cụ khác, và các khúc độc tấu dành cho riêng Koto gọi là Dan-mono (tên gọi chung của các ca khúc "Ngũ đoạn"-Godan, "Lục đoạn"-Rokudan, "Bát đoạn"-Hachidan...). Và nhạc khúc Koto cũng phát triển mạnh mẽ trong vai trò là Tegoto, tiết mục biểu diễn đệm giữa hai lời hát trong thể loại hợp tấu Ji-uta. Riêng bản Rokudan no Shirabe của người Lưu Cầu diễn tấu theo thang âm Nogichōshi chứ không chơi theo kiểu Hirachōshi. Vì vậy, Rokudan no Shirabe của Lưu Cầu sẽ có tên là Lưu Cầu tranh khúc (琉球箏曲).
Trái với cây đàn Shamisen phổ cập mạnh mẽ trong giới bình dân và có liên hệ mạnh mẽ với các du nữ, gái làng chơi, thì cây đàn Koto cùng các nhạc khúc của nó (tranh khúc) lại là đối tượng thường xuyên xuất hiện trong các tác phẩm văn học Vương triều, được cho là thứ âm nhạc mang tinh thần tao nhã, được giới Võ gia đương thời nhận thức là loại "âm nhạc cao thượng" nên đàn Koto trở thành một thú vui không thể thiếu của các tiểu thư con nhà Võ gia quyền quý.

### Thời cận đại
Kể từ thời Minh Trị trở đi thì chế độ Tōdōza bị bãi bỏ, ngoài những người mù ra thì người mắt sáng bình thường vẫn có thể theo đuổi nghề diễn tấu đàn Koto. Các nhạc khúc được sáng tác trong thời kỳ này được gọi là "Meiji shinkyoku" (Minh Trị tân khúc) và có ít ảnh hưởng từ âm nhạc Tây phương, ngoài ra còn thấy có ảnh hưởng từ Minh Thanh nhạc, loại âm nhạc du nhập từ Trung Hoa sang.
Thời kỳ này chứng kiến sự cách tân trong trào lưu tư tưởng của toàn dân kể từ sau cuộc duy tân Meiji cho nên Sōkyoku (tranh khúc) được giải phóng rộng rãi, ngoài giới người mù ra thì còn có rất nhiều người bình thường khác bước vào thế giới của đàn Koto, cho nên thời kỳ này chứng kiến sự ra đời của rất nhiều nhạc khúc. Nhất là ở vùng Ōsaka, Minh Trị tân khúc cực kỳ thịnh hành. Tuy nhiên, đối với người chơi Koto hiện tại thì các nhạc khúc ra đời trong thời gian này được cho là có ít bài đạt chất lượng thỏa mãn. Nhưng bầu không khí âm nhạc thời kỳ này mang nét mới mẻ, độc đáo. Các tác phẩm sáng tác trong thời kỳ này vẫn thường được biểu diễn trong ngày nay có thể kể đến "Aki no koto no ha" (秋の言の葉 lời mùa thu) của Nishiyama Tokumoichi (西山徳茂都), "Kaede no hana" (hoa Kaede) của Matsuzaka Shun-ei, "Saga no aki" (嵯峨の秋 mùa thu Saga) của Kikusue Kengyō, "Meiji Shōchikubai" (明治松竹梅 Minh Trị tùng trúc mai) của Kikuzuka Yo-ichi. Ngoài ra cũng có không ít nhạc khúc bất hủ như "Shiragiku" (白菊cúc trắng) của Terashima  Hanano, "Miyako no haru" (京都の春 mùa xuân kinh kỳ) của phái Yamada-ryū.
Trong thời kỳ Đại Chính và những năm đầu niên hiệu Shōwa (Chiêu Hòa) thì không thể không nhắc đến tên tuổi Miyagi Michio khi nói đển mảng Sōkyoku (tranh khúc). Ông là nhạc sư phái Ikuta-ryū và là nhân vật trung tâm trong trong việc đưa vào yếu tố âm nhạc Tây phương để hình thành nền âm nhạc mới của Nhật Bản. Ông không chỉ hoạt động trong lãnh vực Koto mà còn nổi trội trong các mặt khác của âm nhạc truyền thống (Hōgaku). Sáng tác tiêu biểu của Miyagi Michio là "Haru no umi" (biển mùa xuân) dành cho đàn Koto và cây sáo hotchiku (nói chính xác, loại sáo này dài 1 xích 6 thốn, ngắn hơn Shakuhachi một chút). "Haru no umi" là khúc nhạc viết lại ngữ pháp của âm nhạc truyền thống Nhật Bản (Hōgaku) và khai thác hết tính năng của nhạc cụ, cho đến nay thì nó vẫn là khúc nhạc hàng đầu khi chọn biểu diễn đàn Koto. "Haru no umi" (春の海 biển mùa xuân) của Miyagi Michio còn được diễn tấu với đàn Violin hay sáo Tây thay cho Shakuhachi. Về Violin thì có nữ nghệ sĩ Pháp quốc là Renée Chemet từng diễn tấu khúc nhạc này và kể từ đó, tên tuổi Miyagi Michio cũng như cây đàn Koto được Thế giới biết đến rộng rãi. Miyagi Michio không chỉ đi vào mảng sáng tác nhạc khúc và cải tiến nhạc cụ mà còn dốc hết lực vào việc khôi phục các nhạc phẩm cổ điển và các hoạt động đào tạo. Từ trước đó, việc luyện tập và truyền thụ đàn Koto chủ yếu thông qua hình thức truyền miệng, và Miyagi là người có công lớn trong việc phổ cập nhạc phổ vào âm nhạc truyền thống.

### Koto ngày nay
Ngày nay, đàn Koto và Sōkyoku (tranh khúc) vẫn được truyền thừa qua các lưu phái truyền thống như Ikuta-ryū và Yamada-ryū, ngoài ra còn có sự giao lưu với âm nhạc cổ điển Tây phương. Cụ thế, năm 1964 dấy lên trào lưu sử dụng nhạc cụ Hōgaku (âm nhạc truyền thống) trong giới nhạc sĩ âm nhạc hiện đại. Các nhạc cụ truyền thống, trong đó có đàn Koto được sử dụng rộng rãi trong âm nhạc hiện đại. Dòng nhạc này phát huy đặc điểm, ưu điểm của cách biểu diễn và nhạc cụ truyền thống trong những bản nhạc mang âm luật hiện đại, Âu hóa và nó vẫn được hỗ trợ, tiếp tục đến nay thông qua các tổ chức âm nhạc như "Hōgaku yonin no kai", "Nihon ongaku shūdan" (tên Tây: Pro Musica Nipponia). Các nhóm nhạc trẻ như Rin' cũng thường sử dụng nhạc cụ truyền thống trong các tác phẩm mang âm luật hiện đại của họ. 
Các nhạc phẩm đàn Koto chủ yếu trong âm nhạc hiện đại

## Cấu tạo
Để làm ra đàn koto, trước tiên người thợ xẻ đốn gỗ từ cây Hông. Quy trình đó dùng để làm mặt đàn.
Kích thước gần đúng của một cây koto là:
Chiều dài 164,5cm (64 3/4 in.)
Chiều rộng 32,4 cm (12 3/4 in.)
Chiều cao 24,1 cm (9,5 in. Bao gồm cả cầu đàn)
Gỗ được chuẩn bị để sản xuất đàn koto thường là những khối lớn và cần được xẻ ra thành các tấm gỗ có kích thước khác nhau dựa theo yêu cầu thiết kế và uốn cong tấm gỗ thành mặt đàn. Người thợ tiến hành bước này phải có sự tính toán tỉ mỉ để lượng gỗ đã được chuẩn bị từ trước được xẻ ra không bị thiếu hay thừa, đảm bảo sản phẩm được hoàn thiện tốt. Sau khi xẻ gỗ xong, thành phẩm sẽ được ngâm qua các hóa chất chống mối mọt và mặt sau của ván gỗ uốn cong thành mặt đàn người thợ khắc hình zigzag đều nhau thẳng hàng; kế tiếp, người thợ nung nóng một thanh sắt để đốt cháy mặt đàn (hoặc dùng đèn khò). Biện pháp này giúp cho đàn làm ra bền hơn, khó bị các loại côn trùng mối mọt tấn công.
Sau đó, lấy một tấm gỗ nhẵn khác ốp lên mặt sau của mặt đàn. Tiếp theo, lấy nẹp gỗ và dây thừng để cố định đàn và dùng giấy ráp để làm nhẵn mặt đàn và phết nước sơn làm bóng mặt đàn. Cuối cùng, đàn sẽ được đục lỗ xỏ dây, gắn cầu đàn, làm nhạn đàn,...
Người Nhật ngày trước quỳ gối và đặt koto nằm ngang trên đùi khi chơi. Ngày nay có thể đặt đàn trên giá đỡ và nghệ sĩ có thể ngồi trên ghế. Thùng đàn dài hẹp, bên trong rỗng. Dây đàn gồm khoảng 13 sợi có thể điều chỉnh độ căng để chỉnh âm. Koto 80 dây, được gọi là hachijugen (kanji: 八十絃; hiragana: はちじゅげん) trong tiếng Nhật, là một phát minh của nhà soạn nhạc Nhật Bản Michio Miyagi, xuất hiện vào năm 1923. Ông đã thêm 67 dây vào thiết kế 13 dây truyền thống, âm sắc koto 80 dây trong trẻo giống như đàn hạc phương tây. Cùng với koto thông thường, 80 dây cung cấp một phạm vi cao hơn nhiều so với koto tiêu chuẩn. Nó được xem rộng rãi như một công cụ thử nghiệm ngắn.
Kích thước của đàn tranh koto tiêu chuẩn (13 dây) gồm: chiều dài 180 cm (71inch), đầu nhỏ rộng 15 cm và đầu lớn rộng 40 cm.
Chiều dài của loại đàn cao cấp được gọi là "Hongen" của phái Yamada-ryū là 6 xích 3 thốn (chừng 190 cm), còn của phái Ikuta-ryū là 6 xích (chừng 182 cm). Ngoài ra thì còn có nhiều loại khác có chiều dài lớn, nhỏ hơn hai cỡ này, nhưng ngoại trừ loại đàn Koto dùng để dạy ở trường thì phần lớn là kiểu đàn của phái Yamada-ryū. 
Trong Shōsō-in (Chánh Thương viện), bảo khố chứa các món đồ báu ở Nara còn lưu giữ mảnh khuyết của cây đàn Koto các thời đại trước, nhưng cấu tạo khác với loại đàn hiện nay, gồm 4 miếng ván khá mỏng ráp thành hình hộp. Cây đàn Koto hiện đại được chế tạo bằng cách khoét từ một loại gỗ để làm thành mặt trên của đàn và hai mặt bên, riêng mặt dưới được làm từ loại gỗ khác, sau đó ráp vào. Cách làm này được cho là xuất hiện từ thời Heian, sau đó được Yamada Kengyō cải tiến thành loại đàn Yamada-goto chủ lưu hiện nay. Phần thân đàn làm từ gỗ cây Kiri (một giống cây vông), cách chế tạo thì có hai loại là "Beta" và "Kiri-kō", loại sau cao cấp hơn. Ngày xưa thân đàn được trang trí nhiều tranh khảm như một thứ thể hiện địa vị của tầng lớp giàu có, nhưng đến thời Yamada Kengyō thì việc trang sức được hạn chế đến mức tối thiểu, tập trung vào âm sắc và dần dà càng có nhiều cây đàn đơn giản ra đời. Tuy nhiên chất lượng âm sắc của cây đàn có quan hệ mật thiết đến vẻ đẹp của vân gỗ làm đàn.
Người xưa xem cây đàn Koto như một con rồng, nên các bộ phận của đàn được đặt tên là:
- Long giác (龍角 Ryū-kaku): cầu đàn phần đầu
- Long giáp (龍甲 Ryu-kō): mặt đàn
- Ky (磯 Iso): cạnh đàn hoặc thành đàn
- Khẩu tiền (口前 Kuchi-mae): hộp đóng đầu đàn
- Tứ phân lục bản (四分六版 Shiburokuban): lỗ xỏ dây đàn
- Miêu túc (猫足 Neko-ashi): chân đỡ đàn
- Long thiệt (龍舌 Ryuzetsu): mặt của khẩu tiền (đầu đàn)
- Bách diệp (柏葉 Kashiwaba): đệm lót dây ở đuôi đàn
- Vân giác (雲角 - Unkaku): cầu đàn phần đuôi
- Con nhạn (柱 - Ji)
- Long vĩ (龍尾 - Ryubi): đuôi đàn
- Trường túc (長足 - Naga-ashi): đáy đàn

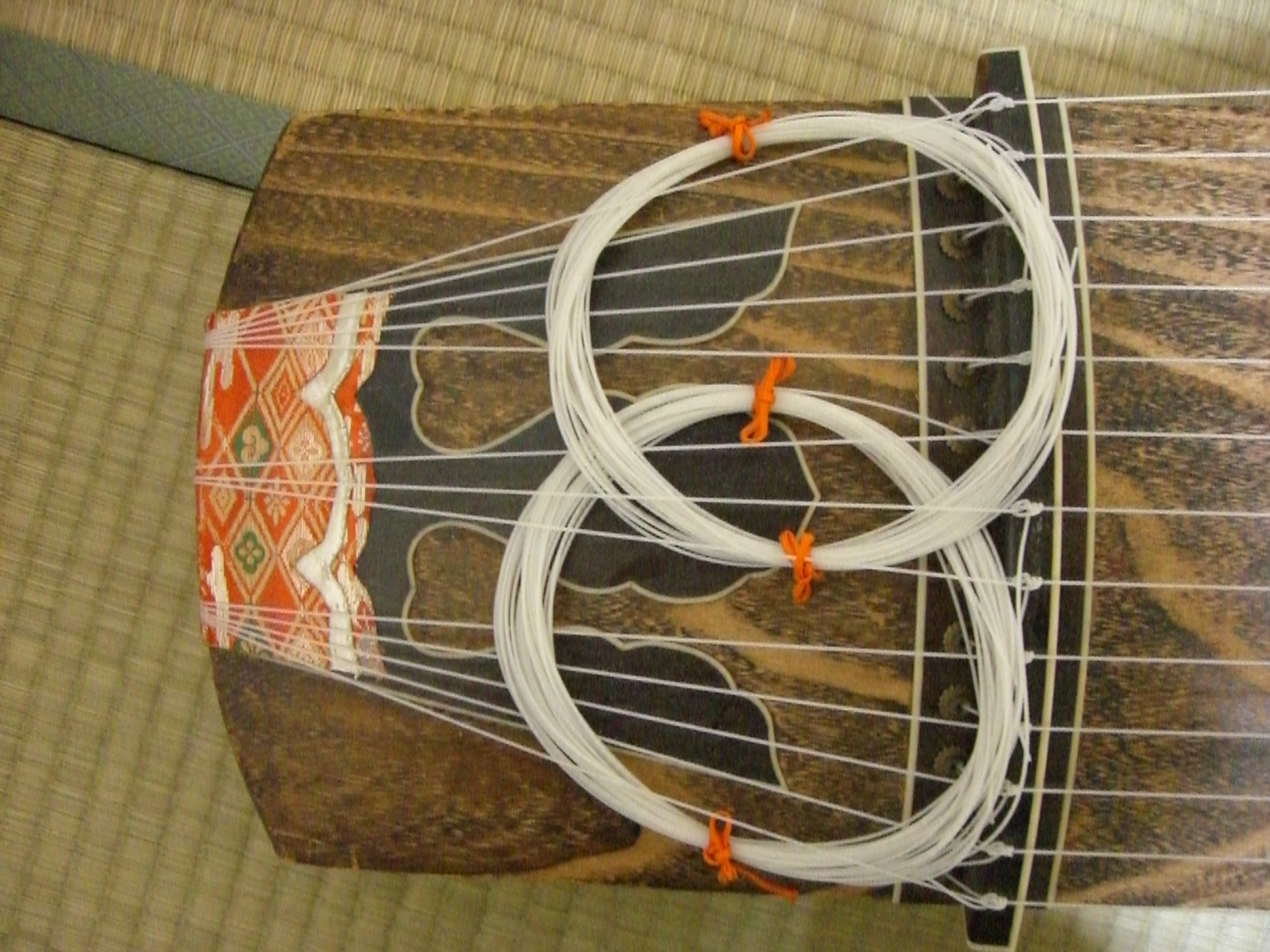
Dây đàn koto

### Dây đàn

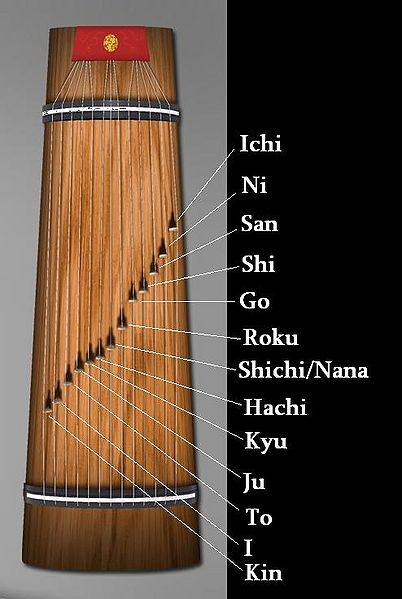
13 dây koto tiêu chuẩn

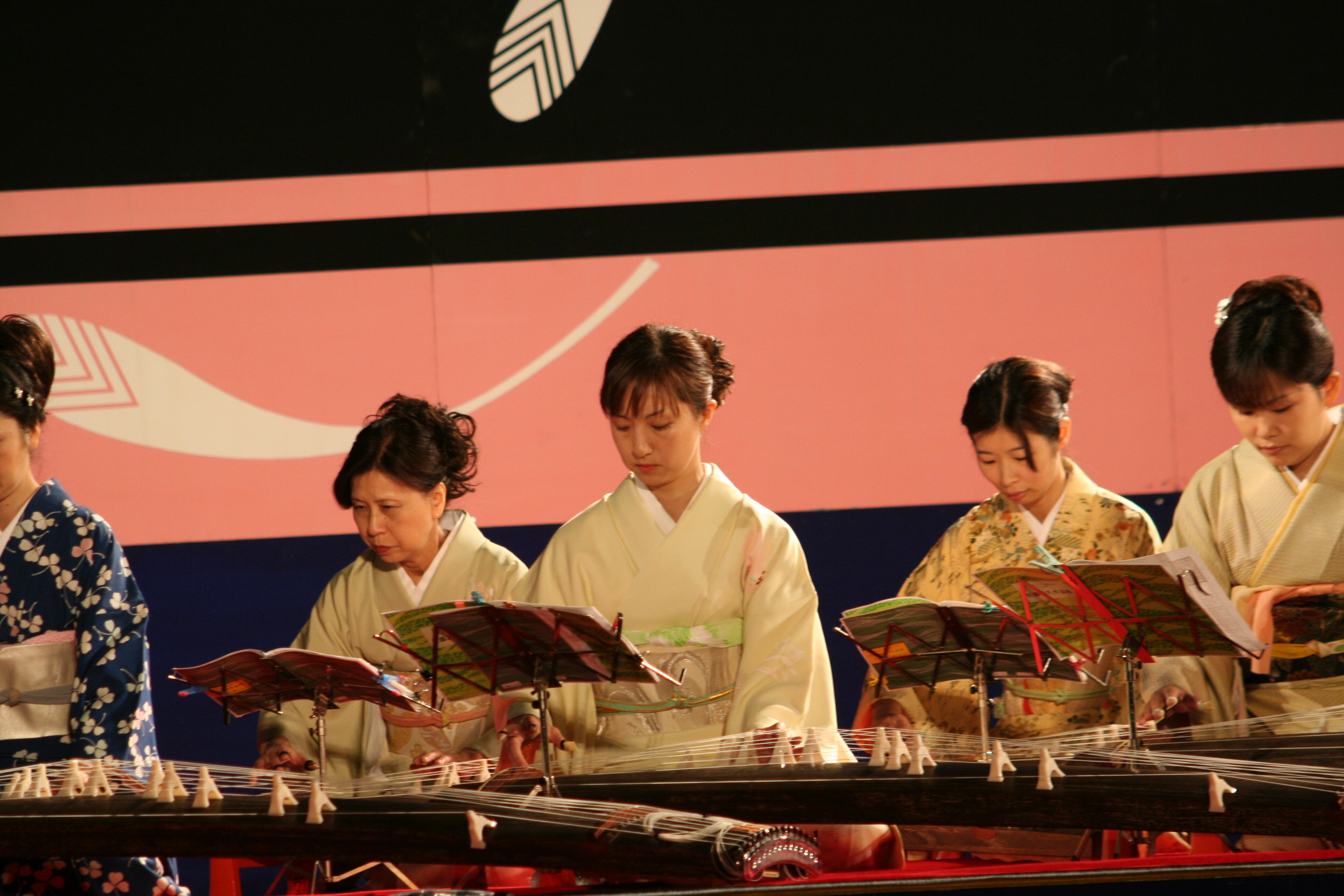
Buổi biểu diễn koto tại Himejijo kangetsukai, năm 2009

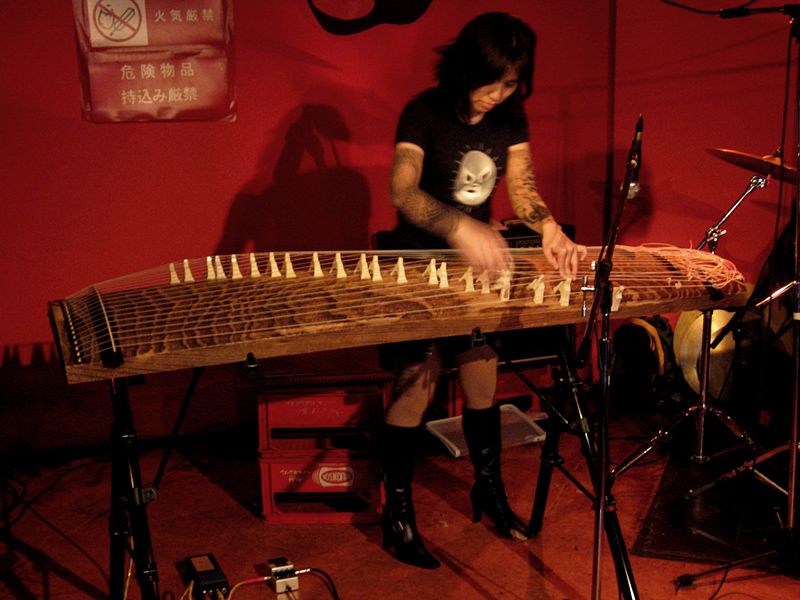
Michiyo Yagi - nghệ sỹ Nhật chơi đàn koto 21 dây

Thông thường, đàn koto có 13 dây. Từ thời Nara, số lượng dây đã như vậy, mặc dù vào thời Edo có một số cây đàn koto có hơn 13 dây. Từ thời Meiji thì đàn koto nhiều dây, nhất là loại đàn 17 dây, xuất hiện nhiều hơn. Có nhiều loại dây to hay mảnh khác nhau, thường là màu vàng mặc dù màu đỏ hay xanh lá cây cũng nhiều. Dây đàn truyền thống làm từ tơ tằm bện thành dây thừng sợi nhỏ và giống như nhiều đàn dây của Nhật Bản khác được bện từ 4 sợi tơ thành 1 dây đàn. Dây đàn ngày nay hầu hết làm từ chất liệu polyester. Dây đàn bằng polyester có độ căng tốt hơn nên âm dài hơn và tốt hơn, lại không lo bị đứt khi đang diễn tấu, giá thành chế tạo lại thấp hơn nhiều. Vì thế, đàn với dây bằng polyester ngày nay trở nên phổ biến.Ngày nay, phiên bản hiện đại của đàn koto với 25 dây thường sử dụng là loại dây nylon. Dây nylon cũng đã được giới thiệu để sản xuất một âm thanh to hơn, được ưa thích cho đi kèm vũ đạo. Để chơi âm nhạc hiện đại, koto với một số lượng lớn dây đàn đã được phát triển, tăng phạm vi của dây đàn. Koto có sẵn với 13, 17, 20, 21, hoặc 25, 30 và 80 dây, mặc dù các công cụ có dây khác đang có sẵn theo yêu cầu. Loại 17 dây gọi là 17-string koto (十七絃 hay 十七弦 jūshichi-gen).
Đàn Koto cổ điển gồm 13 dây, ứng với 13 âm sắc lần lượt là: Ichi (nhất), Ni (nhị), San (tam), Shi (tứ), Go (ngũ), Roku (lục), Shichi (thất), Hachi (bát), Kyū (cửu), Jū (thập), Tō (đấu), I (vi) và Kin (cân). Trong đó:
- Dây thứ nhất (Ichi 一): tương đương với nốt Rê
- Dây thứ hai (Ni/nhị 二): tương đương với nốt Mi
- Dây thứ ba (San/tam 三): tương đương với nốt Fa
- Dây thứ tư (Shi/tứ 四): tương đương với nốt La
- Dây thứ năm (Go/ngũ 五): tương đương với nốt Si giáng
- Dây thứ sáu (Roku/lục 六): tương đương với nốt Rê thứ
- Dây thứ bảy (Shichi/thất 七): tương đương với nốt Mi thứ
- Dây thứ tám (Hachi/bát 八): tương đương với nốt Fa thứ
- Dây thứ chín (Kyū/cửu 九): tương đương với nốt La thứ
- Dây thứ mười (Jū/thập 十): tương đương với nốt Si giáng cao
- Dây thứ mười một (Tō/đấu 斗): tương đương với nốt Rê cao
- Dây thứ mười hai (I/vi 為): tương đương với nốt Mi cao
- Dây cuối cùng (Kin/cân 巾): tương đương với nốt Fa cao
13 nốt tương đương 13 dây theo thang âm tiêu chuẩn của Nhật (平調子の音階, nihongo: Hirajōshi no onkai).
Ngoài ra cũng có ba loại thang âm là Nogichōshi (乃木調子), dành cho diễn tấu nhạc enka, Kumoichōshi (雲井調子) và thang âm Đồ rê mi (ドレミの音階 - Doremi no onkai). Trong Tsukushi-goto lại gọi bằng tên khác. Về độ lớn thì dây đàn có nhiều kích cỡ, trước đây thì loại dây nhuộm vàng là phổ biến, hiếm khi thấy dây nhuộm đỏ và xanh nhưng hiện nay màu trắng tự nhiên lại được ưa chuộng. Về cấu tạo của dây đàn Koto thì cũng giống như dây nhiều loại nhạc cụ truyền thống khác, gồm 1 sợi dây đơn được bện thêm 4 sợi khác, cố định bằng keo. Về chất liệu thì dây đàn Koto vốn là sợi lụa, nhưng hiện nay, dây đàn Zoku-sō (俗箏 tục tranh) chủ yếu được chế từ sợi Polyestel. Dây Polyestel có tính đàn hồi cao, khi kéo căng thì để lại dư âm dài, âm sắc tốt nên được ưa chuộng. Dùng dây Polyestel không lo bị đứt giữa chừng khi biểu diễn và giá thành cũng rẻ hơn dây lụa, đây là lý do chính khiến dây Polyestel trở nên phổ cập. Tuy nhiên vẫn có nhiều người ưa chuộng âm vang độc đáo của dây lụa, nhất là âm thanh khi dùng tay khảy vuốt dây, thì âm sắc của dây lụa tốt hơn nên cho đến bây giờ thì trong Gaku-sō (楽箏 nhạc tranh) chủ yếu vẫn dùng dây lụa. Cũng từ koto tiêu chuẩn 13 dây mà ta cũng suy ra những nốt còn lại cho các dây koto loại 17, 20, 25, 30, 32 và 80 dây tuỳ theo sự lên dây chỉnh nhạn và âm vực của đàn trầm hay bổng.
Khi chơi những bài nhạc phương Tây, âm thanh của koto nghe sẽ rất giống với guitar. Koto 80 dây, được gọi là hachijugen (kanji: 八十絃; hiragana: はちじゅげん) trong tiếng Nhật, là một phát minh của nhà soạn nhạc Nhật Bản Michio Miyagi, xuất hiện vào năm 1923. Ông đã thêm 67 dây vào thiết kế 13 dây truyền thống, âm sắc koto 80 dây trong trẻo giống như đàn hạc phương tây. Cùng với koto thông thường, 80 dây cung cấp một phạm vi cao hơn nhiều so với koto tiêu chuẩn. Nó được xem rộng rãi như một công cụ thử nghiệm ngắn. Nhà soạn nhạc Miki Minoru và Nosaka Keiko cùng hợp tác khai phá năm 1969, loại 25 dây, loại 30 dây, loại 32 dây. Tất cả đều là sản phẩm của các nhà soạn nhạc hiện đại khai phá cho nhạc phẩm của họ. Trong số này thì loại Koto 20 dây là được sử dụng nhiều hơn cả, dần dần trở nên phổ cập.
Địa phương sản xuất đàn Koto nổi tiếng ở Nhật là thành phố Fukuyama thuộc tỉnh Hiroshima, chiếm 7 phần sản lượng toàn quốc.
Loại koto hiện đại gắn thêm những pickup nam châm kiểu guitar điện để khuếch đại âm thanh thông qua một amplifier hay PA system (hệ thống phân bố và khuếch đại âm thanh điện tử thông qua microphone, amplifier và loa) gọi là đàn Elec koto (エレキ箏), là sự kết hợp giữa koto truyền thống và guitar điện để chơi nhạc rock.

### Móng đàn
Móng đàn (gọi là koto tsume -箏爪). Người chơi đàn đeo móng đàn (móng gảy) vào ba ngón tay cái, trỏ và giữa của bàn tay phải để gảy đàn. Tùy từng phái mà hình dáng của móng gảy có thể là tròn hay vuông, độ lớn bé cũng khác. Như phái Ikuta (生田流) thì dùng móng gảy to hình vuông (角爪 kaku-zume), còn phái Yamada (山田流) thì dùng móng gảy tròn hoặc đầu tròn (丸爪 maru-zume) còn móng dành cho đàn tranh koto của Nhã nhạc Gagaku (楽箏) sử dụng móng đầu tròn bằng gỗ mỏng đính lên miếng lót quấn quanh ngón tay từ giả da. Từ sau Chiến tranh thế giới thứ hai, móng gảy có xu hướng mỏng đi.
Nuôi móng tay dài có thể chơi koto mà không cần đeo móng đàn. Hoặc có thể chơi bằng phần đầu bụng của ngón tay để gảy.

### Nhạn đàn (trụ chắn)

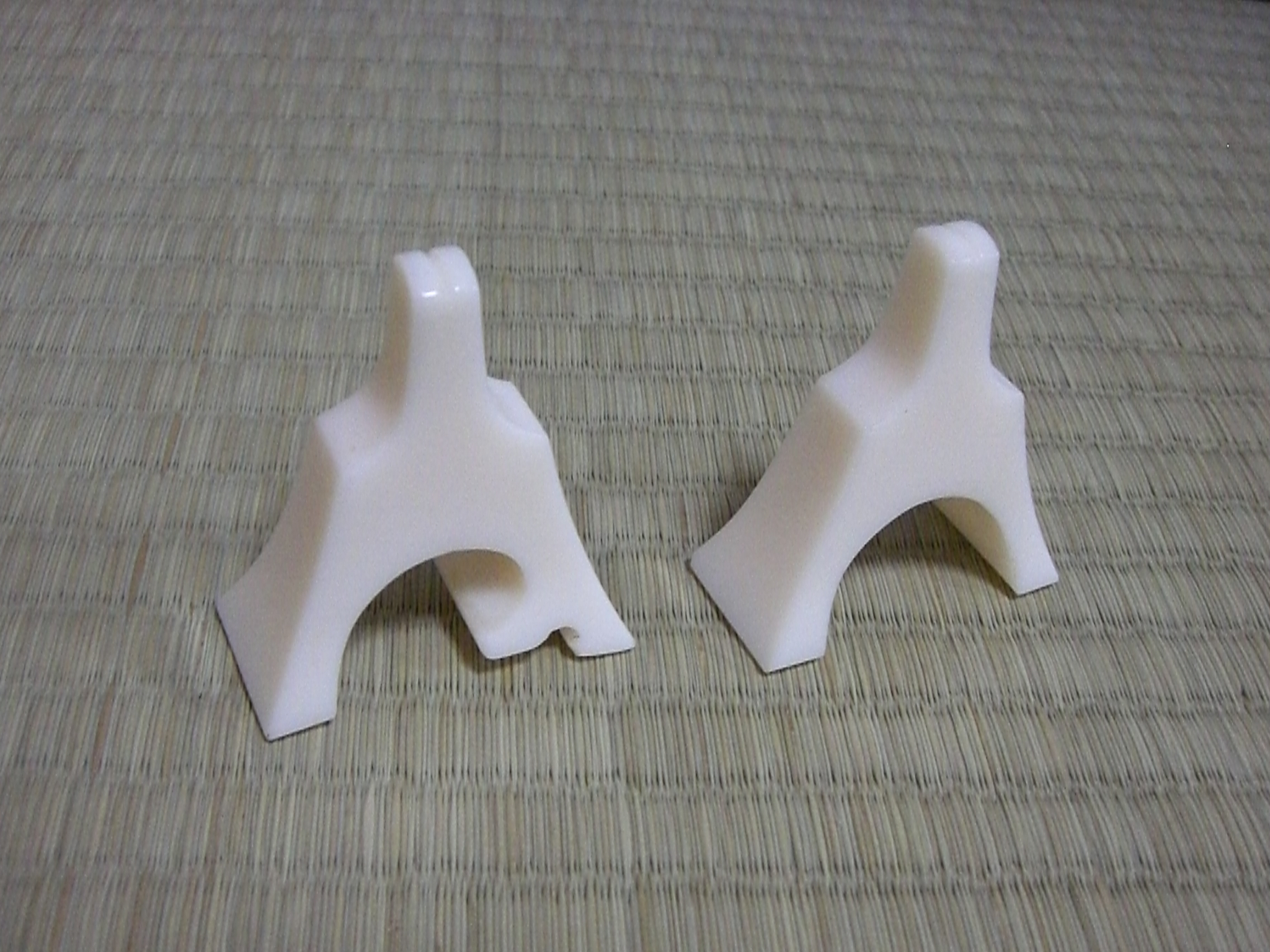
Nhạn đàn

Nhạn đàn (kanji: 柱, hiragana: じ, romaji: ji) và cầu đàn koto xưa làm bằng ngà voi. Tuy nhiên ngày nay do ngà voi đắt tiền, nên cầu đàn và nhạn đàn bằng chất liệu tổng hợp khá phổ biến. Có cây đàn koto mà cầu đàn và nhạn đàn làm bằng xương cá voi. Thông thường, hầu hết các con nhạn koto đều vuông cạnh và có hình chữ A, màu trắng và cũng có những loại màu đen và bằng nhựa PVC.

## Kỹ thuật chơi
Người chơi đàn đeo móng đàn (móng gảy) vào ba ngón tay cái, trỏ và giữa của bàn tay phải để gảy đàn. Tùy từng phái mà hình dáng của móng gảy có thể là tròn hay vuông, độ lớn bé cũng khác. Như phái Ikuta thì dùng móng gảy to hình vuông, còn phái Yamada thì dùng móng gảy tròn hoặc đầu tròn. Từ sau Chiến tranh thế giới thứ hai, móng gảy có xu hướng mỏng đi. Nuôi móng tay dài có thể chơi koto mà không cần đeo móng đàn. Hoặc có thể chơi bằng phần đầu bụng của ngón tay để chơi.
Ngồi xuống và mở đầu gối của bạn với chiều rộng của thắt lưng của bạn. Tạo khoảng trống với kích thước một vài nắm tay giữa hai đầu gối của bạn.
Thẳng lên xương hông và cột sống của bạn, và hỗ trợ với bụng của bạn. Thư giãn cơ thể và vai trên của bạn. Ngồi xuống chính xác đầu tiên là vô cùng quan trọng.
Hãy ngồi xuống định vị 45 độ cho koto. Một vị trí mà xương sống của bạn đi trên đường mở rộng từ cầu đàn/long giác (龍角 ryukaku). Đây là vị trí phù hợp bạn ngồi xuống. Tiếp theo vươn tay qua koto một cách tự nhiên; lưu ý không vặn eo, không duỗi khuỷu tay. Và giữ vai của bạn theo chiều ngang.
Khum bàn tay phải của bạn trong một vòng tròn và đặt bàn tay trái của bạn trên các dây đàn với các ngón tay với nhau. Khi bạn chơi một dây đàn xa bạn,không cúi đầu, nhưng uốn cong phần trên của cơ thể từ thắt lưng cho đến khi bàn tay của bạn đạt đến chuỗi tự nhiên. Ngồi thẳng và nâng đỡ phần thân trên của bạn với bụng và đùi của bạn. Khi bạn nhìn vào một cuốn sách âm nhạc, hãy chắc chắn nơi bạn đặt một giá đỡ sách dạy nhạc. Nếu bạn đặt chân đứng bên phải, cổ của bạn trở thành tư thế cong vẹo. Giữ đúng vị trí của bạn, thẳng mặt, Đặt tư thế đứng thẳng từ cái nhìn của bạn.
Móng đàn koto đeo trong ngón tay cái, ngón trỏ và ngón giữa của bạn.
Cong tay nhẹ nhàng theo vòng tròn. Đừng căng thẳng và làm cho nó dễ dàng. Nhấn và tỳ dây đàn xuống mặt đàn có cạnh chính xác, sau đó bạn sẽ tạo ra âm thanh tuyệt vời. Âm sắc koto và độ dày của âm phụ thuộc vào kỹ thuật chơi.
Khi bắt đầu học, bạn chơi koto chủ yếu bằng ngón tay cái của bạn. Trước khi bắt đầu chơi Koto, bạn phải lên dây cho đàn. Để bắt đầu, 13 ngựa đàn (gọi là Ji) được đặt dưới từng dây đàn, sau đó người ta điều chỉnh chúng cho tới khi các dây đạt được chính xác những âm cơ bản. Cách chỉnh âm cơ bản phổ biến nhất của Koto là: mỗi dây có một tên riêng, bắt đầu từ dây trầm nhất, Ichi (1), Ni (2), San (3), Shi (4), Go (5), Roku (6), Shichi (7), Hachi (8), Ku (9), Jyu (10), To (11), I (12), Kin (13). Năm dây tương đương với một quãng tám. Các # hơi trầm hơn hệ âm của phương Tây.
Nhẹ nhàng khum bàn tay của bạn trong một vòng tròn và đặt các ngón tay của bạn trên một dây với nhau. Đặt ngón tay thứ ba và nhỏ của bạn vào một dây và hỗ trợ nó.
Cách chơi với ngón trỏ và ngón giữa của bạn: Khi bạn chơi với ngón trỏ và ngón giữa,khum chúng vào trong (bên trái của koto). Chơi bằng tay trái: Khi bạn thực hành kỹ năng oshide (để căng dây bằng tay trái để điều chỉnh hoặc thay đổi âm thanh),ngón tay trái của bạn có thể bị đau. Sách dạy chơi đàn tranh koto không bao giờ dạy các nốt như nhạc phương Tây, khi chơi những bản nhạc Nhật chính thống bạn bắt buộc phải học thuộc 13 dây đàn theo chữ Kanji từ nhất (ichi) cho tới cân (kin)
Có tất cả 20 thủ thuật cho ngón tay khi chơi koto chủ yếu là dùng phương pháp gảy các dây đàn là dùng ngón cái, ngón trỏ và ngón giữa của bàn tay phải, còn bàn tay trái dùng để giật dây:
1.スクイ爪 (Sukuizume): Gảy từng dây đàn. 
Kéo dây từ bên dưới móng tay cái. Sử dụng nó để phát cùng một âm thanh với nhịp độ nhanh ngay sau khi phát bình thường. Đôi khi móng đàn được chơi đơn lẻ
2. 押し合せ (Oshiawase): gảy chồng âm từ dưới lên bằng tay phải trong khi tay trái nhấn tỳ dây nhanh chóng theo trình tự là nhấn trước gảy sau
3. かき爪 (Kakizume): Kỹ thuật này là chơi hai dây liền kề với ngón giữa hướng về phía bạn và gần như đồng thời.
4. 合せ爪 (Awasezume): Chơi hai dây đồng thời bằng ngón tay cái và ngón giữa (hoặc ngón trỏ). Trong khi tay trái giật nhẹ từng dây
5. 引き連 (Hiki ren): Kỹ thuật lướt dây xuống và gảy hai dây còn lại, ví dụ như lướt từ cân (巾) tới tam (三), sau đó gảy nốt dây nhị (二) và nhất (一) trong đó nhất là dây âm cao.
6. すり爪 (Surizume): Cào móng sang trái hoặc phải bằng ngón trỏ và móng tay giữa bên phải. Cào nhẹ, đảm bảo móng đàn của bạn nằm đúng góc với dây. Thường cào bốn hoặc năm hoặc ba hoặc bốn lần
7. 流し爪 (Nagashizume): Kỹ thuật lướt dây lên và gảy hai dây còn lại, ví dụ như lướt từ nhất (一) tới đấu (斗), sau đó gảy nốt dây vi (為) và cân (巾). Nó là ngược lại của Hiki ren, cân là dây âm trầm.
8. 散し爪 (Chirashizume): Nhanh chóng đập cạnh của móng gảy theo hình bán nguyệt từ phải sang trái vào dây thành âm vang
9. 輪連 (Waren): Nhanh chóng đập cạnh của móng vào hai (hoặc một) dây bằng ngón trỏ và móng tay giữa của bạn bên phải thành chồng âm. Chơi theo hình bán nguyệt từ phải sang trái
10. かけ爪 (Kakezume): ba ngón đeo móng thực hiện với các dây theo thứ tự là lục (六) - thất 七 - ngũ (五)- lục (六)- thập (十). Thao tác gảy chậm rãi: ngũ, lục và thất gảy từ trên xuống còn thập gảy từ dưới lên.
11. 半かけ爪 (Han Kakezume): ba ngón đeo móng thực hiện với các dây theo thứ tự là lục (六) - ngũ lục (五、六)- thập (十) hoặc lục - thất - ngũ - thập (十, riêng thập là âm luyến nên gảy móng từ dưới lên trong khi lục, thất và ngũ gảy từ trên xuống), thao tác này thực hiện nhanh
12. 割り爪 (Warizume): Đây là một kỹ thuật chơi hai dây liền kề liên tiếp theo thứ tự của ngón trỏ và ngón giữa.
13. 押し手 (Oshide): Nhấn khoảng 10–12 cm ở bên trái của con nhạn bằng ngón trỏ và ngón giữa của bạn.
14. [押し手] 強押し (Oshide/Yowaoshi): Giữ dây bằng tay trái, tăng độ căng của dây và chơi nó để tạo ra một nửa cung (nhấn luyến quãng ngắn) và một nốt lên (nhấn mạnh). Nhấn xuống khoảng 18 cm ở bên trái của con nhạn (ji) theo chiều dọc với ngón trỏ và ngón giữa của bạn, chơi theo trình tự: gảy trước khi nhấn, ngón nhấn tay trái tỳ từ trên xuống
15. [押し手] 弱押し (Oshide/Jaku oshi): Giữ dây bằng tay trái, tăng độ căng của dây và chơi nó để tạo ra một cung (nhấn luyến quãng ngắn) và một nốt lên (nhấn mạnh). Nhấn xuống khoảng 18 cm ở bên trái của con nhạn (ji) theo chiều dọc với ngón trỏ và ngón giữa của bạn, chơi theo trình tự: nhấn trước khi gảy, ngón nhấn tay trái hạ từ dưới lên
16. 押し放し (Oshihanashi): nhấn luyến xuống. Ngay sau khi chơi, giữ dây bằng tay trái để tăng độ căng của dây. Có một cảm giác kéo dài như thể kết thúc việc nhấn luyến xuống. Nhấn lên khoảng 18 cm ở bên trái của con nhạn (ji) theo chiều dọc với ngón trỏ và ngón giữa của bạn.
17. 後押し (Atooshi): Ngược lại của Oshihanashi là nhấn luyến lên. Ngay sau khi chơi, giữ dây bằng tay trái để tăng độ căng của dây. Có một cảm giác kéo dài như thể kết thúc 
việc nhấn luyến lên. Nhấn xuống khoảng 18 cm ở bên trái của con nhạn (ji) theo chiều dọc với ngón trỏ và ngón giữa của bạn.
18. 突き色 (Tsukiiro): nhấn luyến lên quãng ngắn. 
Sau khi nhấn một dây, đẩy dây dừng trong giây lát và giải phóng nó ngay lập tức. Đây là một kỹ thuật nhấn luyến dây koto nhằm mục đích thêm điểm nhấn cho âm thanh bạn chơi.
19. 摇り色 (Yōriiro): rung âm, tay phải gảy còn ngón cái & trỏ của tay trái cầm dây rung nhẹ (đưa lên xuống) tạo độ rung của âm thanh
20. 引き色 (Hikiiro): Sau khi chơi, hãy giật dây vào bên trái của con nhạn bằng tay trái của bạn, kéo nó về phía nhạn, làm giảm sức căng ở phía bên phải của cột và giảm độ cao của âm thanh. Hạ xuống, sau đó thư giãn và trở về vị trí ban đầu.
消し爪 (Keshizume): kỹ thuật bịt âm, tay phải gảy dây trong khi tay trái tỳ lên dây sát với con nhạn (chặn không cho tiếng đàn không vang hay rung). Với âm bịt khi gảy vô cùng ngắn
Kỹ thuật vê ngón (裏連 Uraren): vê ngón lên 1 dây rồi đưa các ngón tay đeo móng "đi bộ" trên các dây còn lại.
Kỹ thuật Staccato: tương tự như keshizume, đặt tay phải gần cầu đàn (long giác - ryukaku) gảy trong khi tay trái cách tay phải 8 cm chặn dây.
Kỹ thuật Harmonics: tạo tiếng đệm hay đoạn kết cho nhạc khúc. Phương pháp gảy harmonic tương tự với cách chơi đàn guitar, đàn hạc hay đàn zither phương Tây.
Kỹ thuật Pizzicato: là một kỹ thuật chơi bao gồm việc gảy dây. Đặt ngón tay vào dây đàn và tiếp xúc với dây đàn bằng phần thịt của ngón tay (không phải dùng móng tay) nhưng là ngón áp út, gảy lên từng dây.
Kỹ thuật Arpeggio: kỹ thuật dùng hai tay gảy tạo hợp âm rải.
Kỹ thuật đệm đàn và hát gọi là "koto hikigatari" (箏弾き語り).

## Vài nét về đàn Taishogoto

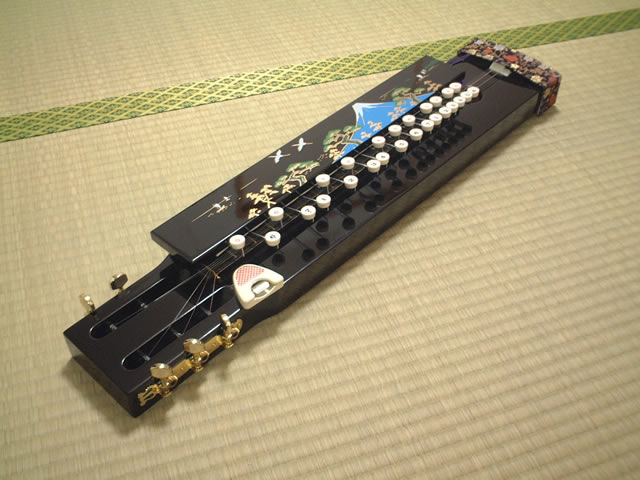
ĐànTaishōgoto

Taishōgoto (大正琴 Đại Chính cầm), hoặc zither Nagoya, là một loại đàn harp Nhật Bản hiện đại. Tên bắt nguồn từ thời kỳ Đại Chính(1912-1926) khi nhạc cụ này xuất hiện lần đầu tiên. Nó cũng đã được nhập tịch ở Đông Phi, thường dưới tên Taishokoto.
Các Taishōgoto được phát triển vào năm 1912 bởi nhạc sĩ Goro Morita ở Nagoya. Ông đã nhận được học bổng từ thủ tướng đầu tiên của Nhật Bản để học các nhạc cụ ở châu Âu và Hoa Kỳ trong hai năm. Sau đó, ông đã nảy ra ý tưởng kết hợp các cơ chế của một máy đánh chữ với một nhạc cụ.
Các taishōgoto có một sự tương đồng gần với bulbul từ Ấn Độ và akkordolia từ Đức, tất cả đều có chung một nguyên tắc sử dụng các phím để nhấn xuống dây để thay đổi độ cao của chúng. Nó cũng mang một số điểm tương đồng với nyckelharpa của Thụy Điển vì lý do tương đồng mặc dù hành động và phương pháp chơi đàn rất khác nhau.
Nhạc cụ này được sử dụng bởi ban nhạc Krautrock Harmonia trong những năm 1970. 
Cấu tạo taishōgoto bao gồm một, hộp rỗng dài với dây thép chạy chiều dài của nó. Phía trên các dây là một dãy các phím đàn giống như máy đánh chữ được đánh số, khi nhấn phím hoặc rút ngắn các dây để nâng cao độ của chúng. Nó được chơi theo chiều dọc và nhịp nhàng. Ngoài ra còn có các phiên bản điện tử của nó.

## Giai thoại về yêu quái Koto-furunushi
Koto-furunushi (Kanji: 琴古主; Hán Việt : cầm cổ chủ) là tích truyện dân gian hư cấu của người Nhật. Nó là một yêu quái và được cho là vô hại đối với con người. 

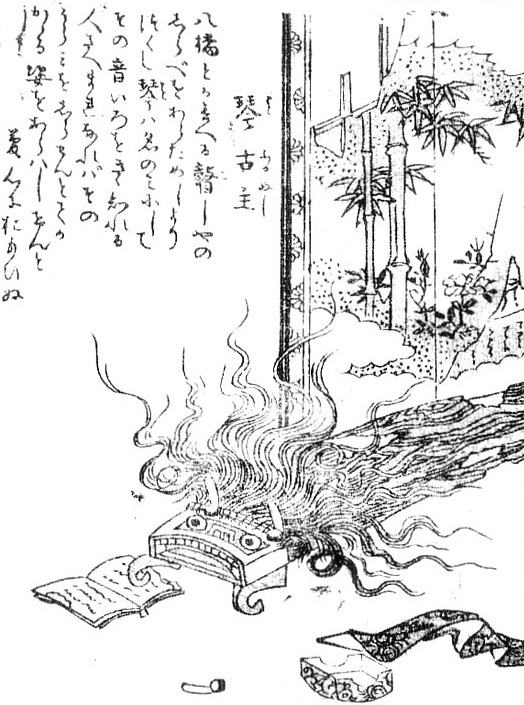
Tranh vẽ Koto-furunushi - yêu quái đàn tranh

Koto-furunushi có hình dáng của một cây đàn tranh koto truyền thống, có hình mặt quỷ trên mặt trước của nó. Các sợi dây bắt đầu uốn khúc theo mọi hướng, tạo cảm giác như một chiếc bờm không có dây buộc. Tuy nhiên, nó không được lưu truyền nếu koto-furunushi có thể tự di chuyển dưới bất kỳ hình thức nào.
Một truyền thuyết nổi tiếng đến từ tỉnh Saga trên bán đảo Kyūshū và được cho là bắt nguồn từ thế kỷ thứ 2 sau Công nguyên. Truyện kể về câu chuyện của Hoàng đế Nhật Bản , người đã lên kế hoạch tổ chức một bữa tiệc linh đình cho hoàng gia của mình. Ông chọn Kanzaki làm nơi tổ chức lễ hội và ra lệnh cho những người làm vườn của mình dọn dẹp và sửa sang cho công viên đã chọn. Truyền thuyết kể rằng vị hoàng đế quá phấn khích trước vẻ đẹp của nơi tổ chức lễ hội đến nỗi ông đã để lại một chiếc đàn tranh koto mê hoặc như một món quà cho thị trấn Kanzaki. Một thời gian ngắn sau, chiếc đàn tranh koto đã chuyển mình một cách kỳ diệu thành một cây long não tươi tốt và cao quý. Từ ngày này, người ta kể rằng trong nhiều thế kỷ, bất kỳ ai nghỉ ngơi dưới gốc cây đều có thể nghe thấy những âm thanh nhẹ nhàng nhưng êm dịu không thể cưỡng lại của đàn tranh koto từ ngọn cây. Ngày nay, người ta kể rằng nơi ở chính xác của cây thánh đã bị lãng quên theo thời gian, nhưng hồn ma của cây long não có thể lặn vào những chiếc đàn rất cổ để làm chúng sinh động.